# گورستان همچان
قبرستان همچان مربوط به سدهٔ ۱۱ و ۱۲ ه.ق است و در شهرستان گلوگاه، بخش مرکزی، دهستان توسکا چشمه، جنوب شرقی روستای همچان، کنار جاده همچان به وزوار واقع شده و این اثر در تاریخ ۹ بهمن ۱۳۸۶ با شمارهٔ ثبت ۲۰۶۹۳ به‌عنوان یکی از آثار ملی ایران به ثبت رسیده است.